# Zygmunt Dygat
Marian Zygmunt Władysław Dygat (ur. 2 października 1894 w Krakowie, zm. 14 października 1977 w Paryżu) – polski pianista.

## Życiorys
W 1913 złożył maturę w c. k. Gimnazjum III w Krakowie. Studiował w Instytucie Muzycznym w Krakowie oraz Akademii Muzyczno-Dramatycznej w Wiedniu, w klasie Jerzego Lalewicza w latach 1917–1920. W latach 1928–1932 był jednym z pięciu uczniów Ignacego Paderewskiego w Morges. Z. Dygat koncertował za granicą, w krajach europejskich i Stanach Zjednoczonych. Jako kameralista występował z Eugenią Umińską w polskich miastach dając ponad 100 koncertów w ramach akcji ORMUZ. Od roku 1920 zamieszkał w Paryżu zajmując się głównie działalnością pedagogiczną.